# Петуховский литейно-механический завод
ОАО «Петуховский литейно-механический завод» — промышленное предприятие России, располагавшееся в городе Петухово.

## История
Завод основан в 1903 году как мастерские Западно-Сибирского переселенческого управления по изготовлению запасных частей к сельскохозяйственным машинам. После 1917 года мастерские реорганизованы в чугунолитейный завод Омского управления по производству сельскохозяйственных машин. С 1935 года — Петуховский стрелочный завод. Перед Великой Отечественной войной завод выпускал стрелочные переводы, крестовины, вагонные печи, багажные тележки, тормозные колодки и другую продукцию. Во время войны кроме основной продукции освоил выпуск корпусов мин, снарядов, гранат. В 1960 году завод прекратил выпуск стрелочных переводов и стал называться Петуховским литейно-механическим заводом.
С 2017 года завод не работал. В 2019 году признан банкротом.

## Продукция
К началу 1992 года завод выпускал гидравлические домкраты, тормозные колодки, амортизаторы, виброплиты, багажные тележки для подвижного состава.
По состоянию на 2009 год на заводе налажен полный цикл выпуска 17 видов гарнитуры стрелочных переводов. Освоен выпуск разгонщика рельсов, рельсосмазывателя. В настоящее время завод продолжает выпускать гидравлические домкраты, амортизаторы, виброплиты, локомотивные колодки, клапаны 890, валики рессорного подвешивания, тормозные башмаки. Кроме того, завод выпускает широкую номенклатуру запасных частей и комплектующих для нужд железнодорожного транспорта.